# 六氟磷酸四乙腈合铜(I)
六氟磷酸四乙腈合铜(I)是一种配位化合物，化学式为[Cu(CH3CN)4]PF6。它是无色固体，可用于其它铜配合物的合成。它是一种过渡金属腈配合物。

## 制备
其阳离子最初于1923报道，它是铜粉在乙腈中还原硝酸银的副产物，其阴离子为硝酸根离子。[Cu(CH3CN)4]PF6可以通过氧化亚铜在HPF6中的悬浊液和乙腈反应得到：
Cu2O + 2 HPF6 + 8 CH3CN → 2 [Cu(CH3CN)4]PF6 + H2O
反应会放出大量热，可能使溶液沸腾。结晶时，会生成白色的微晶，但通常会因为存在Cu2+而带有蓝色调。